# NGC 3997
NGC 3997 في الفهرس العام الجديد، هي مجرة، تقع في كوكبة الأسد. اكتشفت في 19 فبراير 1827 بواسطة جون هيرشل.

## روابط خارجية
- NGC 3997 على موقع ويكي سكاي: DSS2, SDSS, GALEX, IRAS, Hydrogen α, X-Ray, Astrophoto, Sky Map, Articles and images